# Cattedrale di Maria Madre di Dio e Regina degli Apostoli (Częstochowa)
La cattedrale di Maria Madre di Dio e Regina degli Apostoli è la chiesa madre della diocesi di Cracovia-Częstochowa della Chiesa polacco-cattolica (nel Decanato di Slesia) situato in ul. Jasnogórska 6 a Częstochowa.

## Storia
La parrocchia fu eretta nel 1960 dal Vescovo Maksymilian Rode. Nel 1961 ne divenne parroco Jerzy Szotmiller, che in seguito divenne Decano, e dal 1979 vescovo di Cracovia-Czestochowa.
La prima pietra fu posta il 10 luglio 1983.
La chiesa fu formalmente consacrata il 1º settembre 1985, alla presenza di numerosi fedeli raccolti e del clero della chiesa. Tra gli ospiti invitati c'era l'arcivescovo Antonius Jan Glazemaker e l'arcivescovo emerito Marinus Kok della Chiesa vetero-cattolica dei Paesi Bassi, il vescovo Franciszek Rowinski e il vescovo Joseph Niemiński della Chiesa cattolica nazionale polacca, il vescovo Léon Gauthier della Chiesa cattolica cristiana svizzera, il Vescovo Joseph Brinkhues della Diocesi cattolica per i veterocattolici in Germania, il vescovo eletto Wiesław Skołucki, e l'infulato Antoni Pietrzyk.

## Clero
- Parroco: Vescovo em. Jerzy Szotmiller
- Residente: Maciej Kałuża